# Lebesby
Lebesby (nordsamiska: Davvesiida) är en kyrkby i Lebesby kommun i Finnmark fylke i norra Norge. Byn ligger vid fylkesväg 888, på östra sidan av Laksefjorden. Här finns Lebesby kyrka.

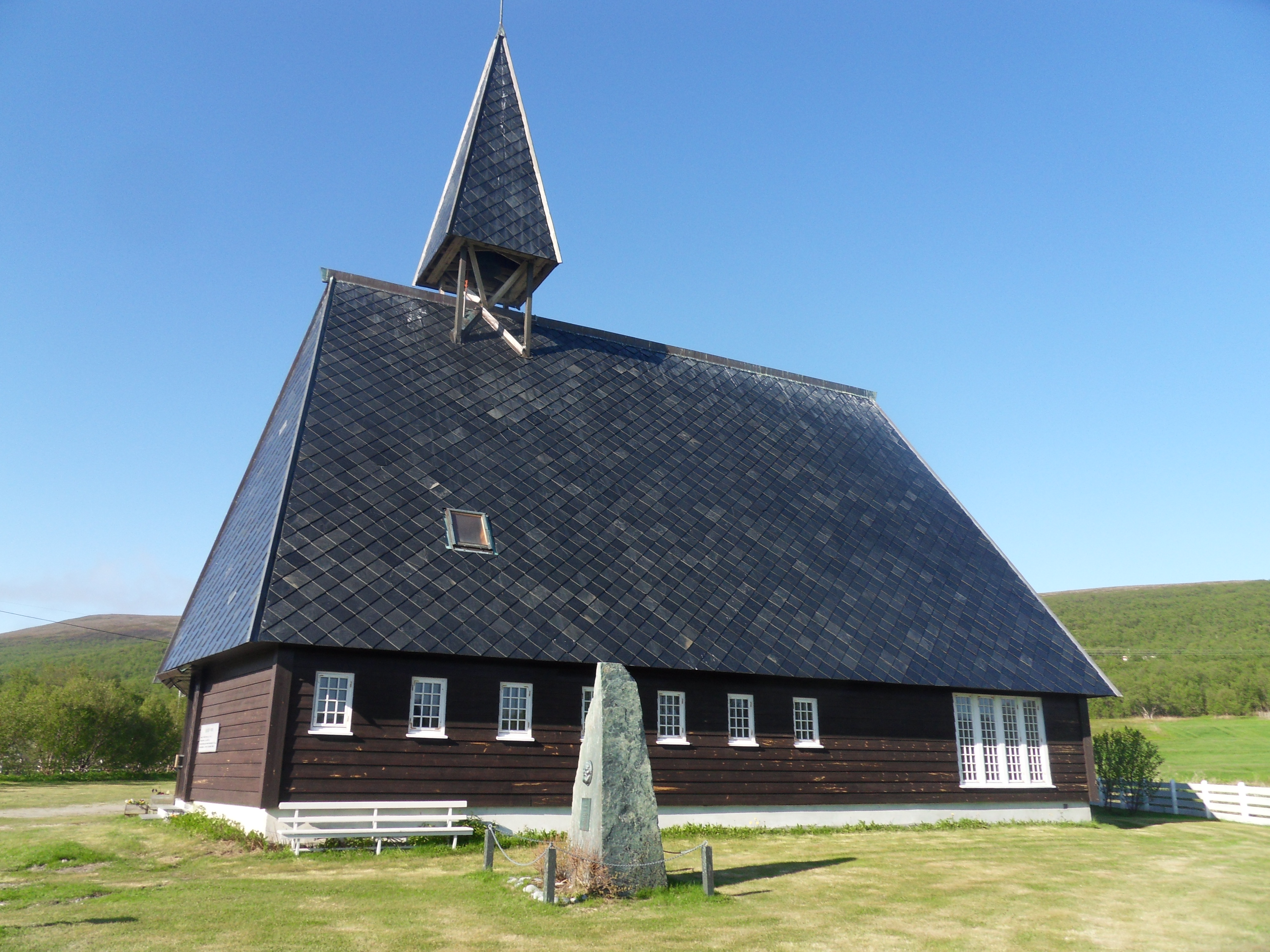
Lebesby kyrka.